# 염포 (전한)
염포(廉褒, ? ~ ?)는 전한 말기의 군인으로, 자는 자상(子上)이며 농서군 양무현(襄武縣) 사람이다. 전국 시대 조나라의 명장 염파의 후손으로, 전한에 이르러 가문 대대로 변방의 태수를 지냈다. 서역도호를 지냈고, 은혜와 신의로 칭송받았다.

## 행적
오손의 소곤미(小昆彌) 오취도가 죽고 아들 부리가 뒤를 이었는데, 동생 일이에게 피살되었다. 한나라에서는 사자를 보내 부리의 아들 안일을 소곤미로 세우려 하였고, 일이는 달아나 강거에서 사자를 가로막았다. 안일은 귀인(貴人) 고막닉(姑莫匿) 등 세 명을 시켜 거짓으로 일이를 따르는 척하다가 찔러 죽였고, 서역도호 염포는 고막닉 등에게 황금 20근·비단 3백 필을 하사하였다.
이후 금성태수를 지내다가 조정에 들어와 집금오·우장군을 역임하였다. 수화 원년(기원전 8년), 아들이 없었던 성제는 황태자를 조카 정도왕과 아우 중산왕 중에서 정하려 하였다. 염포는 승상 적방진·대사마표기장군 왕근과 함께 정도왕을 지지하였고, 곧 정도왕이 황태자가 되었다.
같은 해, 외척으로서 세도를 부린 위위 순우장이 주살되었다. 순우장과 가까이 지냈던 염포는 파면되어 서인이 되었다.
아들 염단은 신나라에서 장군을 지냈다.

## 출전
- 반고, 《한서》
  - 권19하 백관공경표 下
  - 권81 광장공마전·권96하 서역전 下
- 범엽, 《후한서》
  - 권31 곽두공장염왕소양가육열전

| 전임 단회종 | 전한의 서역도호 기원전 30년 ~ 기원전 28년 | 후임 한립 |

| 전임 적방진 | 전한의 집금오 기원전 14년 ~ 기원전 13년 | 후임 윤잠 |

| 전임 한훈 | 전한의 우장군 기원전 13년 ~ 기원전 8년 | 후임 왕함 |